# 限界ポルノラジオ
『限界ポルノラジオ』（げんかいポルノラジオ）とは、bayfmで放送されていたラジオ番組。DJパーソナリティは当時3人組だったロックバンド・ポルノグラフィティ。

## 概要
- ポルノグラフィティにとっては、メジャーデビュー前[2]からの冠番組であった。
- 放送開始当初は、深夜帯の番組『ARTIST PARADISE』内の箱番組として放送。
- 2000年4月に放送時間を引っ越し。その後、2001年4月に再び放送時間を引っ越し、その際には同時に番組コーナーを大幅に改編。
- お便り採用者には「ハルイチ特製オリジナルステッカー」や「限界缶バッジ」が進呈された。
- 放送終了時点での正式な番組名は『パワーストリーム月曜日 ポルノグラフィティの「限界ポルノラジオ」』で、これは番組が放送されていた平日夜間帯「パワーストリーム（bayfm POWER STREAM）」を冠したもの。ちなみに番組の放送終了は、2002年3月を以って「POWER STREAM」枠の終了したことに伴っている。
- その後（番組終了1年後）、bayfmでは新藤晴一の『カフェイン11』が放送されている。同じラジオ局の番組という点のほか、表向きの番組名とは別に正式な番組名を持つこと、番組コーナーの設定・内容など共通点が多い。
- ポルノグラフィティの楽曲「ミュージック・アワー」は、この番組内で実際にあった話にヒントを得て作られた（経緯・詳細はミュージック・アワーを参照のこと）。

## DJパーソナリティ
ポルノグラフィティ
- アキヒト（→岡野昭仁）
- ハルイチ（→新藤晴一）
- シラタマ（→Tama）

## 放送時間
- 1999年7月7日 - 2000年3月27日：水曜 27:00 - 28:00
- 2000年4月3日 - 2001年3月29日：木曜 25:00 - 26:00
- 2001年4月3日 - 2002年3月25日：月曜 22:00 - 23:00

## コーナー

### 放送開始から2000年3月まで
もくおアドリブドラマ
決められたシチュエーション、それぞれ設定を持った3人の登場人物、ドラマ中で言わなければならない3つのキーワードをクリアしながら演じる即興会話寸劇。
王様、だれだ?
番組に届いた話題やテーマに沿って、くじで決めた王様を中心にキーワードトークを展開する。
限界企画
いろんな物事の限界に挑戦してみるコーナー（例：職業の限界、ドラえもんの限界）。
ポルノでたらめ豆知識
「×××とは?!」というフリでCMに入り、CM明けの十数秒でいかにも豆知識っぽく答えるコーナー。
知力の瞬発力を試すため、何度か似通った回答が出た（例：ハルイチの「学くんシリーズ」など）

### 2000年4月から2001年3月まで
ネバップ!
負けちゃいそうなことに出会ったリスナーに、ポルノグラフィティがオリジナル応援歌を即興で熱唱し、「Never give up!」というメッセージを送るコーナー。
王様、だれだ?
番組に届いた話題やテーマに沿って、くじで決めた王様を中心にキーワードトークを展開するコーナー。
限界企画
様々な物事の限界にポルノグラフィティが挑戦するコーナー。
挑戦する規模が拡大され、2001年元旦の放送では「隠し芸の限界」に挑戦した。
一週間
ロシア民謡『一週間』にのせて、リスナーが体験した一週間を歌い上げるコーナー。
ロマンチスト・リクエスト
1stアルバム『ロマンチスト・エゴイスト』の発売に合わせ行われたコーナー。ロマンチックなエピソードとそれに関する曲をリクエストを募集した。
お知らせの後は･･･
CMの後の数秒間に「何かが起こる」とフリ、リスナーから「“誰”に“何”をしてほしいか?」を募集するコーナー。

### 2001年4月から放送終了まで
オレ、タマ
シラタマの個人コーナー。「ふつおた」メール・FAXをTamaが読み語るコーナー。コーナー名は「オレ、天使」に由来。
お言葉ですが…
ハルイチの個人コーナー。ハルイチがリスナーの「この言葉、どう思いますか?」という問いかけに対して、「言葉」について語りながら一緒に考えるコーナー。
音楽とアキヒト
アキヒトの個人コーナー。通称「音・人 by アキヒト」がリスナーの要望に応えて、音楽について語ったり、リクエストされた曲を弾き語りしたりするコーナー。
飛び出せ! 空想科学少年
「○○はどうなる!?」かというテーマに沿って、未来を勝手に空想していくコーナー。コーナー名は「空想科学少年」に由来。
今週のボヤッキー
一言ぼやきを募集して代弁するコーナー。
幸せのコーナー
8thシングル『幸せについて本気出して考えてみた』の発売に合わせて追加されたコーナー。ほんの何週間かだけあったリスナーの「ちいさな幸せ」を募集した。